# Campeonato Alemán de Fútbol 1952
El Campeonato Alemán de Fútbol 1952 fue la 42.ª edición de la máxima competición futbolística de Alemania Federal.

## Grupo 1
| Pos | Equipo      | PJ | PG | PE | PP | GF | GC | Pts |
| 1   | Saarbrücken | 6  | 4  | 0  | 2  | 17 | 13 | 8   |
| 2   | Núremberg   | 6  | 3  | 1  | 2  | 18 | 13 | 7   |
| 3   | Hamburgo SV | 6  | 3  | 0  | 3  | 16 | 15 | 6   |
| 4   | Schalke 04  | 6  | 1  | 1  | 4  | 12 | 22 | 3   |

## Grupo 2
| Pos | Equipo                 | PJ | PG | PE | PP | GF | GC | Pts |
| 1   | Stuttgart              | 6  | 3  | 2  | 1  | 14 | 8  | 8   |
| 2   | Rot-Weiss Essen        | 6  | 3  | 0  | 3  | 14 | 15 | 6   |
| 3   | VfL Osnabrück          | 6  | 2  | 1  | 3  | 9  | 9  | 5   |
| 4   | Tennis Borussia Berlin | 6  | 2  | 1  | 3  | 8  | 13 | 5   |

## Final
| Stuttgart | 3 – 2 | Saarbrücken |

|                             |
| Campeón Stuttgart 2° título |